# گردان گمشده (جنگ جهانی اول)
گردان گمشده ۹ گروه از لشکر ۷۷ ایالات متحده، تقریباً ۵۵۴ نفر بود که در طول جنگ جهانی اول پس از حمله آمریکایی‌ها در جنگل آرگون در اکتبر ۱۹۱۸ توسط نیروهای آلمانی از باقی گروه‌ها جدا شد. قبل از اینکه ۱۹۴ فرد باقیمانده نجات یابند، تقریباً ۱۹۷ نفر در عملیات کشته شدند و تقریباً ۱۵۰ نفر مفقود یا اسیر شدند. آنها توسط سرگرد چارلز دبلیو. ویتلزی رهبری می‌شدند.
لشکر ۷۷  در ۲ اکتبر با این فکر که نیروهای فرانسوی از جناح چپ آنها حمایت می‌کنند و دو واحد آمریکایی از جمله لشکر ۹۲ پیاده‌نظام از سمت راست آنها پشتیبانی می‌کنند، حمله‌ای را به آرگون آغاز کرد. در این بخش، برخی از واحدها، از جمله پیاده‌نظام ۳۰۸ ویتلزی، پیشرفت چشمگیری داشتند. واحد ویتلزینمی‌دانست واحدهای سمت چپ و راست آنها متوقف شده بودند. بدون دانستن این موضوع، واحدهایی که به گردان گمشده معروف شدند، فراتر از بقیه خطوط متفقین حرکت کردند و خود را در محاصره نیروهای آلمانی دیدند. برای شش روز آینده، با متحمل شدن خسارات سنگین، افراد گردان گمشده و یگان‌های آمریکایی که برای کمک به آنها ناامید بودند، نبرد شدیدی را در جنگل آرگون انجام دادند.

گردان سختی‌های زیادی را متحمل شد. غذا کم بود و آب فقط با خزیدن زیر آتش، برای رسیدن به یک نهر نزدیک در دسترس بود. مهمات تمام شد. ارتباطات نیز مشکل‌ساز بود و در مواقعی هم با گلوله‌های توپخانه خودی بمباران می‌شدند. تلاش‌ها برای تأمین مجدد گردان از طریق بارریزی هوایی با شکست مواجه شد و تمام تدارکات از هدف خارج شد، یا در جنگل گم شد یا به دست آلمانی‌ها افتاد. از آنجایی که هر دونده اعزامی توسط ویتلزی یا گم می‌شد یا با گشت‌زنی آلمانی برخورد می‌کرد، کبوترهای حامل تنها روش برقراری ارتباط با مقر بودند. در یک حادثه مخوف در ۴ اکتبر، مختصات نادرست توسط یکی از کبوترها تحویل داده شد و واحد مورد آتش خودی قرار گرفت. این واحد توسط کبوتر دیگری به نام چر امی که پیام زیر را به مقر رساند، نجات یافت:
ما در امتداد جاده موازی ۲۷۶٫۴ هستیم. توپخانه خودی مستقیماً بر سر ما رگبار می‌اندازد. محض رضای خدا تمامش کنید.
با وجود این، آنها موقعیت خود را در برابر حمله حفظ کردند که باعث ایجاد حواس‌پرتی کافی برای سایر واحدهای متفقین برای شکستن خطوط آلمان شد. این اتفاق آلمانی‌ها را مجبور به عقب‌نشینی کرد.